# Kevin Alber
Kevin Alber est un réalisateur américain spécialisé dans les petits budgets érotiques, né à Napa, en Californie, le 9 août 1963.

## Biographie
Kevin Alber commence sa carrière en 1987 comme directeur de casting sur de petites production de cinéma bis d'horreur ou de science-fiction comme Slumber Party Massacre II de Deborah Brock en 1987, Frankenstein General Hospital de Deborah Romare en 1988 ou Cyborg Cop de Sam Firstenberg en 1993. Kevin Alber joue de petits rôles dans ce type de production à petit budget comme Alien Terminator de Dave Payne en 1995.
Entre 1994 à 2003, Kevin Alber réalise neuf téléfilms ou vidéofilms érotiques, principalement produits par Alain Siritzky (dont trois suites d'Emmanuelle), mais aussi par Roger Corman. À l'âge de quarante ans, après Emmanuelle à Rio qui ne reçoit que des échos négatifs, Kevin Alber semble mettre un terme à sa carrière.